# Knaanisk (sprog)
Knaanisk er et uddødt vestslavisk sprog, der blev talt af jøder i vestslaviske lande, særlig i de bøhmiske lande (nutidens Tjekkiet), men også i nutidens Polen og i Lausitz og andre sorbiske områder. Sproget uddøde i senmiddelalderen.
Navnet knaanisk kommer fra en geo-etnologisk betegnelse for jødiske befolkninger øst for Elben, og blev brugt i modsætning til ashkenaziske jøder vest for Elben og sefardiske jøder på den iberiske halvø. Betegnelsen kommer oprindelig fra det gammelisraelske navn Kanaan (hebraisk כנען "kəna'an). Udtrykket Kanaan blev brugt af jøder i Europa som betegnelse på slaviske folk.
En mulig årsag til at knaanisk uddøde var ekspansionen af askenasisk kultur og tyskbaseret jiddisch sprog.

## Eksterne kilder og henvisninger
1. ↑  various authors; Szymon Datner (1983).  Witold Tyloch (red.). Z dziejów Żydów w Polsce (polsk). Warsaw: Interpress. s. 6. ISBN 83-223-2095-7.

 Der er for få eller ingen kildehenvisninger i denne artikel, hvilket er et problem. Du kan hjælpe ved at angive troværdige kilder til de påstande, som fremføres i artiklen.